# Ahmad von Denffer

Ahmad von Denffer (2009)

Ahmad von Denffer (* 10. Mai 1949 in Mönchengladbach) ist ein deutscher Sachbuchautor, Übersetzer und muslimischer Religionsfunktionär. Er stammt aus einer deutsch-baltischen Familie.

## Leben
Von 1972 bis 1978 studierte er Islamwissenschaft und Völkerkunde an der Universität Mainz. Von 1978 bis 1984 war er wissenschaftlicher Mitarbeiter der Islamic Foundation in Leicester (England), die der islamistischen pakistanischen Jamaat-e-Islami und den Lehren von Maududi nahesteht. Sie wurde von Khurram Murad geleitet, mit dem von Denffer später gemeinsame Bücher verfasste. 1984 wurde er Referent für deutschsprachige Angelegenheiten des Islamischen Zentrums München, dessen Leiter damals Mahdi Akef war, ein späterer oberster Führer der Muslimbruderschaft. Von Denffer ist Herausgeber der Zeitschrift „Al-Islam“.
1984 wurde er Gründungsmitglied der „International Islamic Charitable Foundation“ in Kuwait. 1986 bis 1988 und von 1993 bis 2011 war er Vorsitzender von „muslime helfen e. V.“, seit 1995 Treuhänder von „Muslim Aid International“ in London. Von Denffer veröffentlichte 1989 eine Übersetzung von Al-Qaradawis Buch „Erlaubtes und Verbotenes im Islam“ und 1996 eine deutschsprachige Koranübersetzung sowie zahlreiche weitere Bücher. Am 4. Juni 2005 wurde er in den Schura-Rat des Islamischen Zentrums München gewählt.

## Kritik
Von Denffer sieht Differenzen zwischen islamischem Recht und der jeweiligen weltlich-lokalen Rechtsordnung und versucht nach Möglichkeit, die deutsche Rechtsordnung in eine islamgemäße umzuwandeln. So kritisierte er den Zentralrat der Muslime in Deutschland (ZMD), in dem er selbst das Islamische Zentrum München vertritt, für die 2002 veröffentlichte „Islamische Charta“ wegen ihres „eindeutigen Opportunismus“. Davon, dass Muslime in der Diaspora grundsätzlich verpflichtet seien, sich an die lokale Rechtsordnung zu halten, könne „keine Rede sein“:

„Natürlich anerkennt jeder Mensch, der in Deutschland lebt, die Tatsache als Realität an, dass er hier in einer säkularen Demokratie lebt. Aber das bedeutet doch nicht, wie der ZMD es hier behauptet, dass damit diese Tatsache und Realität als begrüßenswert oder gar erstrebenswert anerkannt wird. Im Gegenteil ist diese Einsicht für die Muslime ein Ansporn, sich nach besten Kräften dafür einzusetzen, diese Gesellschaft in eine islamgemäße umzuwandeln.“

 Ebenso stellte er in einem Beitrag für die Islamische Gemeinschaft in Deutschland zur Frage der Vereinbarkeit des deutschen Rechts mit der Scharia „auf verschiedenen Gebieten eine Unvereinbarkeit“ fest, „die kaum aufzulösen“ sei, vor allem im „Bereich Rolle der Frau“.
Von Denffer meint, er könne sich eine islamische Parallelgesellschaft – die er jedoch lieber als Subkultur bezeichnen wolle – sehr gut vorstellen und führt als praktisches Beispiel und Orientierung Kanada an, wo es Initiativen für die Einführung des islamischen Ehe- und Scheidungsrechts per Mediationsverfahren gab. „Wenn die Mehrheit der Menschen in dieser Gesellschaft sich dazu [lies: zur Scharia] entschließen, dann sollte man das akzeptieren und ihnen die Möglichkeit geben, ihre Gesellschaft entsprechend [den Grundsätzen des islamischen Rechts] zu gestalten“.
Von Denffer hält die Freiheit der Religionsausübung in den islamischen Ländern, im Gegensatz zu Deutschland, für uneingeschränkt. Auf al-Qaradawis Charakterisierung palästinensischer „Märtyrer-Operationen“ als „eine der höchst lobenswerten Formen des Gottesdienstes“ kommentierte er, „dass sich jeder Mensch diesbezüglich seine eigene Meinung bilden müsse“.
Durch solche Auffassungen ist von Denffer den süddeutschen Verfassungsschutzbehörden kritisch aufgefallen. Die Trennung von Staat und Religion, die Religionsfreiheit und der Gleichheitsgrundsatz werde von ihm in Frage gestellt. Von Denffer werden außerdem seine Kontakte zu Unterorganisationen der Muslimbrüderschaft zur Last gelegt.

## Publikationen
- Islam für Kinder, 1977 (deutschsprachiges Religionsbuch für Kinder)
- Christians in the Qur'an and Sunna Islamic Foundation, Leicester, 1979
- Ulum al Qur’an – An Introduction to the Sciences of the Qur’an. islamicbulletin.org (PDF; 1,4 MB) Islamic Foundation, Leicester 1981.
- Die Lokomotive Hamdi Hartmann – Die Geschichte der islamischen Hedschas-Eisenbahn für Kinder erzählt. 1987.
- Islam hier und heute – Beiträge vom 1.–12. Treffen deutschsprachiger Muslime 1976–1981. 3. verbesserte Auflage 1991 (1412).
- ABC der Zeitschrift Al-Islam – Stchwortregister 1958–1992 (= Schriftenreihe des Islamischen Zentrums München. Nr. 21).
- Islam und Umwelt (= Schriftenreihe des Islamischen Zentrums München. Nr. 8). 2. Auflage 1993.
- Kleines Wörterbuch des Islam. 2. Auflage HdI, 1994 (1415).
- Krieg und Frieden im Islam (= Schriftenreihe des Islamischen Zentrums München. Nr. 26). 1995 Zusammenfassung (Memento vom 9. Oktober 2007 im Internet Archive)
- Der Koran, die heilige Schrift des Islam in deutscher Übertragung – mit kurzen Erläuterungen nach den Kommentatoren von Dschalalain, Tabari und anderen hervorragenden Koranauslegern – 4. Auflage 1996 – Zweisprachige Ausgabe – XLIV.
  - Der Koran, die heilige Schrift des Islam in deutscher Übertragung – mit kurzen Erläuterungen nach den Kommentatoren von Dschalalain, Tabari und anderen hervorragenden Koranauslegern – 9. verbesserte Auflage 2003 – einsprachige Ausgabe – XVIV.
- Allahs Gesandter hat gesagt – 870 Hadîthe – Auswahl und Übersetzung von Ahmad von Denffer, Eva und Omar El-Shabassy und Amin Waltter – Neuauflage 1998.
- Ein Tag mit dem Propheten [a.s.s.] – 200 Hadîthe übersetzt aus dem Arabischen von Ahmad von Denffer – Neuauflage 1998.
- Daʿwa in der Zeit des Propheten – der Ruf zum Islam des Propheten Muhammad (s) und seiner Gefährten (= Schriftenreihe des IZ München. Nr. 32). München 2001.
- Wallfahrt nach Mekka – Das Wichtigste über ´Umra und Hagg (= Schriftenreihe des Islamischen Zentrums München. Nr. 15). 2002.
- Die muslimische Familie in der hiesigen Gesellschaft – Ahmed von Denffer, Fatima Nassar, Malika Douallal und S. Ibrahim Rüschoff – Schriftenreihe des Islamischen Zentrums München. Nr. 38. München 2003.
- Über die gute Wesensart – Ahmed von Denffer und Rüschtü Aslandur (= Schriftenreihe des Islamischen Zentrums München. Nr. 37). München 2003.
- Über islamisches Verhalten – Ahmed von Denffer, Abu Bakr Al-Dschaza’iri, Harith Al Muhasibi und Khurram Murad (= Schriftenreihe des Islamischen Zentrums München. Nr. 36). München 2003.
- Islam Knigge – Ratschläge zum Umgang mit Muslimen in Deutschland (= Schriftenreihe des Islamischen Zentrums München. Nr. 33). München 2003.
- Der Islam und Jesus (= Schriftenreihe des Islamischen Zentrums München. Nr. 18). 3. Auflage 2005.